# Щрабаг
Strabag SE (до 2006 г. – STRABAG; чете се Щрабаг) е строителна компания с централа във Виена, Австрия.
Тя е най-голямата строителна компания в страната и сред най-големите в Европа. Има активен бизнес в Австрия, Германия, всички държави в Източна и Югоизточна Европа, на някои пазари в Западна Европа, Арабския полуостров, както и в Канада, Чили, Китай и Индия. На тези пазари Strabag оперира чрез дъщерни компании или чрез участие в отделни проекти.
Основана е в Шпитал, Каринтия, Австрия през 1835 г. След сливания централата се премества във Виена. Извършено е първично публично предлагане на акции на компанията на Виенската фондова борса през 2007 г.

## Собственост
През септември 2022 г. компанията стартира програма за обратно изкупуване, свързано със санкциите на Европейския съюз, свързани със суверенитета и независимостта на Украйна.
Акционери в компанията към 21 март 2024 г. са:
- Raiffeisen/UNIQA Group – 31,9%,
- Haselsteiner Group – 30,7% (представлява интересите на семейство Хазелщайнер-Лерхбаумер),
- базираната в Кипър Rasperia Trading на Олег Дерипаска с 24,1%,
- в свободно обращение – 10,9%,
- собствени акции, които е изкупила обратно – 2,4%

## Strabag в България
Концернът STRABAG действа на българския пазар от 2002 г. През 2008 г. е регистрирано дружеството ЩРАБАГ ЕАД. Групата има филиали във всички региони на България, които имат отношение към дейността на компанията – различни строителни сектори, особено в транспортна инфраструктура, високо строителство и гражданско строителство, свързани с екологията обекти.
Спонсор са на ПФК Левски, като логото им стои на мачовите фланелки на клуба през сезон 2018 – 2019 г. От 17.12 2020 стават генерален спонсор на ПФК Левски.